# Сердюк Максим Миколайович
Максим Миколайович Сердюк (нар. 21 травня 2002, Чернігів, Україна) — український футболіст, півзахисник клубу «Чернігів».

## Життєпис
Народився в Чернігові. У ДЮФЛУ з 2015 по 2019 рік виступав за місцеву «Юність». Дорослу футбольну кар'єру розпочав у вище вказаному клубі 2019 року в чемпіонаті Чернігівської області. З серпня 2019 року й до завершення сезону 2019/20 років захищав кольори «Авангарду» (Корюківка), який виступав в аматорському чемпіонаті України.
У серпні 2020 року підписав контракт з «Чернігова». На професіональному рівні дебютував за «городян» 6 вересня 2020 року в переможному (2:0) виїзному поєдинку 1-го туру групи А Другої ліги України проти «Рубікона». Максим вийшов на поле в стартовому складі, на 26-й хвилині отримав жовту картку, а на 74-й хвилині його замінив Олександр Конопко. Першим голом за «Чернігів» відзначився 26 вересня 2020 року на 72-й хвилині переможному (1:0) домашньому поєдинку 4-го туру групи А Другої ліги України проти луцької «Волині-2». Сердюк вийшов на поле на 63-й хвилині, замінивши Дмитра Мироненка, а на 89-й хвилині отримав жовту картку.